# 森田武雄
森田 武雄（もりた　たけお、1942年12月17日 - ）は、群馬県出身のフリースタイルのレスリング選手である。階級は62kg級。

## 来歴
明治大学を卒業して館林高校教員になると、1965年の世界選手権フェザー級(60kg級)で3位となった。1966年の全日本選手権では2位だったが、1967年には優勝を飾った。しかし、1968年のメキシコオリンピックには出場できなかった。1969年の世界選手権では62kg級に出場して高校の教員でありながら優勝を成し遂げた。なお、寝技の強さでは1956年のメルボルンオリンピックフェザー級で優勝した笹原正三と双璧をなすとも評されている。

## 主な戦績
- 1965年 -　世界選手権　3位（フェザー級）
- 1966年 -　全日本選手権　2位（フェザー級）
- 1967年 -　全日本選手権　優勝（フェザー級）
- 1969年 -　世界選手権　優勝（62kg級）